# برنارد سيلفر
برنارد سيلفر (بالإنجليزية: Bernard Silver)‏ هو مهندس ومخترع أمريكي، ولد في 21 سبتمبر 1924، وتوفي في 28 أغسطس 1963.